# Petar Meseldžija
Petar Meseldžija (serbisk kyrilliska: Петар Меселџија) född 1965 i Novi Sad i Serbien (dåvarande Jugoslavien), är en serbisk målare och serieskapare. 
Han är skapare av bland annat "Esmeralda" (serieförfattare: Dušan Vukojev), "Tarzan" (sc. Vukojev) och illustrationer: "Legend of Steel Bashaw", "King Arthur and the Knights of the Round Table", "Children of the Lamp" och "Sagan om ringen" ("The Lord of the Rings").

## Utmärkelser
- The "International Golden pen of Belgrade" Plaque ("Zlatno pero"), Yugoslavia, 1994.
- The “Art Show Judges Choice Award” – 59th World Science Fiction Convention, Philadelphia, U.S., 2001.
- Silver Award from “Spectrum 4 – The Best in Contemporary Fantastic Art”, U.S., 1997.
- Silver Award from “Spectrum 10 – The Best in Contemporary Fantastic Art”, U.S., 2003.
- Gold Award “Spectrum 16 – The Best in Contemporary Fantastic Art”, U.S., 2009.